# وليام ليغيت
وليام ليغيت (بالإنجليزية: William Leggett (writer))‏ (و. 1801 – 1839 م) هو من الولايات المتحدة الأمريكية . ولد في مدينة نيويورك .
وهو عضو في الحزب الديمقراطي الأمريكي .
توفي في نيو روتشيلي، نيويورك .

## التعليم
تعلم في جامعة جورجتاون.